# Saison 2024-2025 du Racing 92
Cette page présente la saison 2024-2025 du Racing 92 en Top 14 et en Champions Cup.
Après une saison mitigé où ils avaient alterné le bon et le mauvais et avaient été éliminés en barrages de championnat, le Racing amorce cette saison avec un besoin de repères. Le club a notamment connu plusieurs arrivées importantes dans son effectif, qui devra trouver sa place dans un championnat relevé.

## Entraîneurs
- Stuart Lancaster puis  Patrice Collazo[1] : manager général
- Frédéric Michalak : entraîneur de l'attaque
- Dimitri Szarzewski : entraîneur de la défense
- Joe Rokocoko : entraîneur de la technique individuelle (skills)

## Transferts et prolongations
Le Racing 92 a réussi à attirer l'une des recrues phares de l'intersaison, en la personne de l'ancien capitaine du XV de la Rose, Owen Farrell, alors que le Top 14 accueille un véritable exode de joueurs anglais de haut niveau, marqué également par l'arrivée dans les Hauts-de-Seine de Dan Lancaster, fils de l'entraîneur en chef Stuart Lancaster, et de Sam James, en provenance des Ealing Trailfinders et des Sale Sharks,. Le Racing consolide également son pack avec l'arrivée des internationaux français Romain Taofifénua et Demba Bamba, en provenance du Lyon OU,, ainsi que de Lee-Marvin Mazibuko et Hacjivah Dayimani, en provenance des Stormers. Enfin, le Racing se renforce au poste de talonneur, ayant fait venir le jeune chilien Diego Escobar, révélé lors de la Coupe du monde 2023. À la fin de l'été, le Racing annonce l'arrivée de Lucio Sordoni en tant que joker médical de Demba Bamba, blessé lors de la tournée de l'équipe de France en Argentine.
À la suite de la blessure lors de la première journée face au Castres olympique du talonneur Janick Tarrit, les dirigeants du Racing 92 cherchent un joker médical, Camille Chat étant également indisponible. Le talonneur international australien Feleti Kaitu'u est ainsi annoncé dans les Hauts-de-Seine le 15 septembre.

## Effectif

### Effectif professionnel
| Nom                      | Naissance         | Nationalité sportive | International | Dernier club          | Arrivée au club |
| Talonneurs               | Talonneurs        | Talonneurs           | Talonneurs    | Talonneurs            | Talonneurs      |
| ------------------------ | ----------------- | -------------------- | ------------- | --------------------- | --------------- |
| Camille Chat             | 18 décembre 1995  | France               | 33 (10)       | Formé au club         | 2013            |
| Robin Couly              | 7 février 2004    | France               | -             | ASM Clermont          | 2024            |
| Diego Escobar            | 17 avril 2000     | Chili                | 11 (10)       | Selknam               | 2024            |
| Feleti Kaitu'u           | 30 décembre 1994  | Australie            | 3 (0)         | Western Force         | 2024            |
| Janick Tarrit            | 29 octobre 1998   | France               | -             | USON Nevers           | 2022            |
| Piliers                  |                   |                      |               |                       |                 |
| Demba Bamba              | 17 mars 1998      | France               | 28 (0)        | Lyon OU               | 2024            |
| Eddy Ben Arous           | 25 août 1990      | France               | 20 (0)        | Formé au club         | 2010            |
| Guram Gogichashvili      | 4 septembre 1998  | Géorgie              | 41 (10)       | RC Locomotive         | 2018            |
| Gia Kharaishvili         | 13 février 1999   | Géorgie              | 6 (0)         | RC Khachouri          | 2018            |
| Hassane Kolingar         | 6 mars 1998       | France               | 3 (0)         | Formé au club         | 2019            |
| Thomas Laclayat          | 2 octobre 1997    | France               | 1 (0)         | Oyonnax Rugby         | 2023            |
| Lee-Marvin Mazibuko      | 12 octobre 1997   | Afrique du Sud       | -             | Stormers              | 2024            |
| Lucio Sordoni            | 23 juillet 1998   | Argentine            | 9 (5)         | Glasgow Warriors      | 2024            |
| Deuxièmes lignes         |                   |                      |               |                       |                 |
| Boris Palu               | 4 février 1996    | France               | 2 (0)         | Formé au club         | 2015            |
| Will Rowlands            | 19 septembre 1991 | Pays de Galles       | 36 (15)       | Dragons               | 2023            |
| Fabien Sanconnie         | 21 février 1995   | France               | 5 (0)         | CA Brive              | 2018            |
| Romain Taofifénua        | 14 septembre 1990 | France               | 53 (15)       | Lyon OU               | 2024            |
| Troisièmes lignes aile   |                   |                      |               |                       |                 |
| Maxime Baudonne          | 12 juillet 2002   | France               | -             | Formé au club         | 2013            |
| Ibrahim Diallo           | 26 janvier 1998   | France               | 3 (0)         | Formé au club         | 2018            |
| Cameron Woki             | 7 novembre 1998   | France               | 31 (10)       | Union Bordeaux Bègles | 2022            |
| Troisièmes lignes centre |                   |                      |               |                       |                 |
| Hacjivah Dayimani        | 23 septembre 1997 | Afrique du Sud       | -             | Stormers              | 2023            |
| Jordan Joseph            | 31 juillet 2000   | France               | 2 (0)         | Section paloise       | 2023            |
| Demis de mêlée           |                   |                      |               |                       |                 |
| Clovis Le Bail           | 20 novembre 1995  | France               | -             | Section paloise       | 2023            |
| Nolann Le Garrec         | 14 mai 2002       | France               | 7 (10)        | Formé au club         | 2020            |
| Demis d'ouverture        |                   |                      |               |                       |                 |
| Owen Farrell             | 24 septembre 1991 | Angleterre           | 112 (1237)    | Saracens              | 2024            |
| Antoine Gibert           | 31 décembre 1997  | France               | -             | Formé au club         | 2019            |
| Dan Lancaster            | 23 mai 2001       | Angleterre           | -             | Ealing Trailfinders   | 2024            |
| Tristan Tedder           | 17 avril 1996     | Afrique du Sud       | -             | USA Perpignan         | 2023            |
| Centres                  |                   |                      |               |                       |                 |
| Henry Chavancy           | 22 mai 1988       | France               | 5 (10)        | Formé au club         | 2007            |
| Gaël Fickou              | 26 mars 1994      | France               | 93 (85)       | Stade français        | 2021            |
| Sam James                | 3 juillet 1994    | Angleterre           | -             | Sale Sharks           | 2024            |
| Josua Tuisova            | 4 février 1994    | Fidji                | 25 (60)       | Lyon OU               | 2023            |
| Ailiers                  |                   |                      |               |                       |                 |
| Vinaya Habosi            | 30 janvier 2000   | Fidji                | 13 (25)       | Fijian Drua           | 2023            |
| Wame Naituvi             | 18 mai 1996       | Fidji                | -             | Stade Montois         | 2023            |
| Donovan Taofifénua       | 30 mars 1999      | France               | -             | ASM Clermont          | 2020            |
| Arrières                 |                   |                      |               |                       |                 |
| Henry Arundell           | 8 novembre 2002   | Angleterre           | 10 (35)       | London Irish          | 2023            |
| Paul Leraître            | 7 décembre 2000   | France               | -             | Formé au club         | 2019            |
| Max Spring               | 15 mars 2001      | France               | 1 (0)         | Formé au club         | 2020            |

## Calendrier et résultats

### En Supersevens
| Étape   | Stade                       | Ville          | Date             | Nombre de participants | Vainqueur             | Place du Racing |
| ------- | --------------------------- | -------------- | ---------------- | ---------------------- | --------------------- | --------------- |
| Étape 1 | Stade André-et-Guy-Boniface | Mont-de-Marsan | 17 août 2024     | 16                     | Union Bordeaux Bègles | 2e              |
| Étape 2 | Stade Marcel-Deflandre      | La Rochelle    | 24 août 2024     | 16                     | Union Bordeaux Bègles | 14e             |
| Étape 3 | Stade du Hameau             | Pau            | 31 août 2024     | 16                     | Monaco Rugby Sevens   | 6e              |
| Finale  | Paris La Défense Arena      | Nanterre       | 1er février 2025 | 8                      | Barbarians français   | 4e              |

### En Top 14 et Champions Cup
| Date du match     | Heure      | Domicile              | Extérieur             | Score   | Lieu du match               | Diffusion TV      | Compétition                | Classement  |
| ----------------- | ---------- | --------------------- | --------------------- | ------- | --------------------------- | ----------------- | -------------------------- | ----------- |
| 7 septembre 2024  | 16:30 CEST | Castres olympique     | Racing 92             | 31 - 28 | Stade Pierre-Fabre          | Canal+ Live       | 01re journée de Top 14     | 9e          |
| 14 septembre 2024 | 16:30 CEST | Racing 92             | ASM Clermont          | 33 - 20 | Stade Dominique-Duvauchelle | Canal+ Live       | 2e journée de Top 14       | 4e          |
| 21 septembre 2024 | 21:05 CEST | Union Bordeaux Bègles | Racing 92             | 52 - 34 | Stade Chaban-Delmas         | Canal+            | 03e journée de Top 14      | 11e         |
| 28 septembre 2024 | 16:30 CEST | Racing 92             | Stade rochelais       | 16 - 17 | Stade Dominique-Duvauchelle | Canal+ Live       | 04e journée de Top 14      | 11e         |
| 5 octobre 2024    | 14:30 CEST | RC Vannes             | Racing 92             | 24 - 27 | Stade de la Rabine          | Canal+            | 05e journée de Top 14      | 10e         |
| 12 octobre 2024   | 14:30 CEST | Racing 92             | RC Toulon             | 22 - 6  | Stade Dominique-Duvauchelle | Canal+            | 06e journée de Top 14      | 9e          |
| 19 octobre 2024   | 14:30 CEST | Aviron bayonnais      | Racing 92             | 32 - 15 | Stade Jean Dauger           | Canal+ Sport      | 07e journée de Top 14      | 10e         |
| 26 octobre 2024   | 16:30 CEST | Racing 92             | USA Perpignan         | 30 - 23 | Paris La Défense Arena      | Canal+ Live       | 8e journée de Top 14       | 8e          |
| 2 novembre 2024   | 16:30 CEST | Section paloise       | Racing 92             | 23 - 33 | Stade du Hameau             | Canal+ Live       | 09e journée de Top 14      | 8e          |
| 24 novembre 2024  | 21:05 CEST | Stade français Paris  | Racing 92             | 40 - 24 | Stade Jean-Bouin            | Canal+            | 10e journée de Top 14      | 8e          |
| 30 novembre 2024  | 14:30 CEST | Racing 92             | Stade toulousain      | 17 - 21 | Stade Dominique-Duvauchelle | Canal+            | 11e journée de Top 14      | 8e          |
| 7 décembre 2024   | 21:00      | Racing 92             | Harlequins            | 23 - 12 | Stade Dominique-Duvauchelle | beIN Sports 3     | 1re journée d'ERCC1        | 2e          |
| 13 décembre 2024  | 21:00      | Sale Sharks           | Racing 92             | 29 - 7  | AJ Bell Stadium             | beIN Sports Max 9 | 2e journée d'ERCC1         | 5e          |
| 21 décembre 2024  | 16:30 CEST | Montpellier HR        | Racing 92             | 21 - 17 | GGL Stadium                 | Canal+ Live       | 12e journée de Top 14      | 9e          |
| 29 décembre 2024  | 16:00 CEST | Racing 92             | Lyon OU               | 25 - 25 | Paris La Défense Arena      | Canal+            | 13e journée de Top 14      | 9e          |
| 4 janvier 2025    | 14:30      | RC Toulon             | Racing 92             | 36 - 24 | Stade Mayol                 | Canal+ Sport      | 14e journée de Top 14      | 9e          |
| 10 janvier 2025   | 21:00      | Glasgow Warriors      | Racing 92             | 29 - 19 | Scotstoun Stadium           | beIN Sports 3     | 3e journée d'ERCC1         | 6e          |
| 18 janvier 2025   | 21:00      | Racing 92             | Stormers              | 31 - 22 | Paris La Défense Arena      | beIN Sports 2     | 4e journée d'ERCC1         | Reversé     |
| 25 janvier 2025   | 16:00      | Racing 92             | Castres olympique     | 20 - 27 | Paris La Défense Arena      | Canal+ Live       | 15e journée de Top 14      | 12e         |
| 15 février 2025   | 16:30      | Racing 92             | RC Vannes             | 25 - 30 | Paris La Défense Arena      | Canal+ Live       | 16e journée de Top 14      | 13e         |
| 22 février 2025   | 16:30      | Stade rochelais       | Racing 92             | 21 - 26 | Stade Marcel-Deflandre      | Canal+ Live       | 17e journée de Top 14      | 11e         |
| 1er mars 2025     | 16:30      | Racing 92             | Section paloise       | 29 - 47 | Paris La Défense Arena      | Canal+ Live       | 18e journée de Top 14      | 12e         |
| 22 mars 2025      | 16:30      | ASM Clermont          | Racing 92             | 21 - 23 | Stade Marcel-Michelin       | Canal+ Live       | 19e journée de Top 14      | 12e         |
| 30 mars 2025      | 21:05      | Racing 92             | Union Bordeaux Bègles | 36 - 31 | Paris La Défense Arena      | Canal+            | 20e journée de Top 14      | 11e         |
| 5 avril 2025      | 21:00      | USA Perpignan         | Racing 92             | 18 - 24 | Stade Aimé-Giral            | beIN Sports 3     | Huitième de finale d'ERCC2 | Qualifié    |
| 12 avril 2025     | 21:00      | Connacht              | Racing 92             | 40 - 43 | Galway Sportsground         | France 4          | Quart de finale d'ERCC2    | Qualifié    |
| 19 avril 2025     | 16:30      | USA Perpignan         | Racing 92             | 28 - 24 | Stade Aimé-Giral            | Canal+ Live       | 21e journée de Top 14      | 11e         |
| 27 avril 2025     | 21:05      | Racing 92             | Stade français Paris  | 49 - 24 | Paris La Défense Arena      | Canal+            | 22e journée de Top 14      | 10e         |
| 2 mai 2025        | 13:30      | Lyon OU               | Racing 92             | 29 - 15 | Stade Gerland               | France 3          | Demi-finale d'ERCC2        | Élimination |
| 10 mai 2025       | 16:30      | Racing 92             | Aviron bayonnais      | 24 - 24 | Paris La Défense Arena      | Canal+ Live       | 23e journée de Top 14      | 11e         |
| 17 mai 2025       | 21:05      | Stade toulousain      | Racing 92             | 35 - 37 | Stade Ernest-Wallon         | Canal+            | 24e journée de Top 14      | 10e         |
| 31 mai 2025       | 16:30      | Racing 92             | Montpellier HR        | 25 - 27 | Paris La Défense Arena      | Canal+ Live       | 25e journée de Top 14      | 10e         |
| 7 juin 2025       | 21:05      | Lyon OU               | Racing 92             | 34 - 47 | Matmut Stadium Gerland      | Canal+ Live       | 26e journée de Top 14      | 10e         |

## Déroulé de la saison

### Journée 1 à 5 de Top 14
Le Racing commence sa saison par un déplacement en terres castraises, lors duquel le club francilien fait faire leurs débuts sous leurs nouvelles couleurs à plusieurs joueurs recrutés à l'intersaison, notamment l'ouvreur Owen Farrell, ou le centre Sam James. Après un match abouti, les Racingmen échouent notamment à inscrire l'essai de la victoire par Max Spring, celui-ci étant repris au bout d'une course de près de 80 mètres par le nouvel ailier tarnais Christian Ambadiang. Les Alto-Séquanais s'inclinent finalement 31 à 28, glanant néanmoins un bonus défensif. La semaine suivante, le Racing l'emporte 33 à 20 face à l'ASM Clermont, dans le premier match disputé au stade Dominique-Duvauchelle, à cause de l'indisponibilité de la Paris La Défense Arena, porté par ses cadres Gaël Fickou et Nolann Le Garrec, tous deux marqueurs, mais aussi l'ailier Henry Arundell, marqueur pour la deuxième fois en deux matchs.
Pour le troisième match de la compétition, les ciels-et-blancs se déplacent en Gironde pour affronter l'Union Bordeaux Bègles, affiche du barrage de la fin de saison dernière. Dans un premier temps, le Racing est totalement dépassé et concède quatre essais dans les vingt premières minutes, mais il parvient à se ressaisir, ripostant aux attaques bordelaises mais ne réussissant pas à combler l'écart formé en début de rencontre et s'inclinant ainsi sur le score fleuve de 52 à 34.
La semaine suivante, les Racingmen reçoivent le Stade rochelais à Créteil. Se reposant sur un Nolann Le Garrec auteur de tous leurs points, les Franciliens sont crucifiés sur une pénalité à la dernière minute, passée par leur ancien demi de mêlée, Teddy Iribaren, signant par là leur première défaite à domicile de la saison (16-17). Le Racing renoue avec la victoire lors de la 5e journée dans un match serré chez le promu, le RC Vannes, où chaque équipe se rend coup pour coup. Finalement, une pénalité de Le Garrec contre son premier club formateur permet de mettre le Racing hors de portée d'un retour vannetais et de s'imposer pour la première fois de la saison à l'extérieur (24-27).
Au bout de cinq journées, le Racing présente ainsi un bilan de trois défaites pour deux victoires, le faisant pointer à une terne 10e place. Le Racing s'appuie en ce début de saison sur les prestations de certains de ses cadres, notamment Le Garrec et Fickou, tout en profitant de la bonne forme d'Ibrahim Diallo ou de Maxime Baudonne, ou encore de Hacjivah Dayimani du côté des recrues.[réf. nécessaire]

### Journées 6 à 10 de Top 14
En ouverture de la 6e journée, le Racing compte encore une fois sur un bon Nolann Le Garrec pour venir à bout de Toulonnais peu inspirés, et s'impose sur le score de 22 à 6, dans un match encore disputé à Dominique-Duvauchelle. La semaine suivante, lors du déplacement à l'Aviron bayonnais, les Racingmen subissent la loi des Bayonnais, en étant mené 32 à 3 jusqu'à la 66e, et s'inclinent sur le score final de 32 à 15 après une réaction tardive en fin de match et des réalisations de Le Bail et Lancaster. Face à l'USA Perpignan lors de la 8e journée, les ciels-et-blancs retrouvent enfin leur antre de la Paris La Défense Arena. Ce retour ne leur donne pas plus d'assurance, car malgré une entame réussie et trois essais rapidement inscrit pour mener 24 à 3 au bout de 25 minutes de jeu, les coéquipiers d'Owen Farrell laissent leurs adversaires remonter progressivement et n'inscrivent que deux pénalités par Le Garrec dans le deuxième acte, s'imposant finalement 30 à 23.
Privé de Le Garrec et Fickou, retenus pour préparer les test matchs de novembre 2024, le Racing se présente avec toutes ses autres forces vives lors du déplacement à la Section paloise lors de la 9e journée, la dernière d'un long premier bloc. Réduit à 13 en début de match, les Franciliens ne se laissent néanmoins pas distancer et profitant de l'indiscipline des Palois, réduits eux aussi à 13 juste après la mi-temps, empêchent les Béarnais de remonter au score, dans le sillage d'un très bon Josua Tuisova. Les ciels-et-blancs s'imposent donc 23 à 33, signant ainsi leur deuxième succès à l'extérieur de la saison.
Lors de la reprise du championnat après la période internationale, les Racingmen se déplacent chez leur voisin parisien du Stade français Paris pour le compte de la 10e journée. Invaincus dans le derby au stade Jean-Bouin depuis 2017, les ciels-et-blancs ne sont néanmoins jamais en mesure de rivaliser et laissent même le bonus défensif à leur rival (40-24), lui permettant de s'échapper provisoirement d'une inconfortable 13e place. Les Franciliens s'engluent de leur côté dans le ventre mou du championnat, en stagnant à la 8e place du classement, à cinq points du Top 6 synonyme de qualification pour les phases finales.

### Journées 10 à 15 de Top 14 et phase de poule de Champions Cup
Lors de la 11e journée, le Racing reçoit à Créteil, l'Arena étant de nouveau indisponible, le tenant du titre, le Stade toulousain, qui aligne plusieurs de ses cadres malgré les vacances accordées aux internationaux à la suite des tests d'automne. Après avoir peiné à rentrer dans le match et avoir été mené 11 à 0 à la mi-temps, les Racingmen pensent avoir fait le nécessaire en menant 17 à 11 à la 70e minute, mais ils sont dépassés durant la fin de match et s'inclinent tout de même 17 à 21, signant leur deuxième défaite à domicile.
Comptant sur la Champions Cup pour montrer un autre visage, le Racing aligne ses meilleurs éléments pour affronter les Harlequins lors de la première journée et parvient ainsi à s'imposer 23 à 12 pour son dernier match à Créteil, échouant néanmoins à inscrire le point de bonus offensif que lui aurait donné un essai finalement refusé de Jordan Joseph à la 66e minutes du match. La semaine suivante, les ciels-et-blancs alignent une équipe remaniée, menée par Cameron Woki pour son premier capitanat au Racing. Les Franciliens subissent la domination des Sale Sharks et s'inclinent 29 à 7.
Pour le retour du Top 14 lors de la 12e journée, les ciels-et-blancs se déplacent au Montpellier HR où ils tentent de rester au contact notamment grâce aux pénalités converties par Le Garrec, mais ils sont victimes de leur forte indiscipline, sanctionnée notamment par trois cartons jaunes dans le match et s'inclinent 21 à 17. Lors du dernier match de l'année civile, face au Lyon OU, restant sur six matchs sans victoires, les Racingmen offrent une première mi-temps solide, portés par un puissant Hassane Kolingar, de retour après six mois d'absence, et un très bon Gaël Fickou, auteur notamment d'un essai, mais celui-ci se fracture le pouce et doit laisser sa place à la mi-temps. Lors du second acte, les Franciliens sont remontés, et une pénalité à la dernière minute de Martin Méliande, joueur prêté à Lyon par le Racing, offre le match nul aux Lyonnais (25-25) alors que le Racing tenait le bonus offensif jusqu'à la 75e minute. La semaine suivante, pour le début de la phase retour, le Racing subit trop les attaques toulonnaises pour être dangereux, malgré un doublé de Le Garrec. Les Franciliens sont battus 36 à 24 juste avant la reprise des compétitions de l'EPCR.
Pour le début du deuxième bloc de Champions Cup, les Racingmen n'affichent encore pas leur meilleure équipe face aux Glasgow Warriors, plusieurs éléments importants, comme Le Garrec, Tuisova ou Woki, étant au repos. Le Racing est alors largement dominé durant soixante minutes, étant mené 29 à 7 jusqu'à la 71e, mais marque deux essais en fin de match, étant même en posture d'en inscrire un quatrième, synonyme de double bonus (offensif et défensif), mais échoue devant la ligne, revenant avec zéro point du déplacement à Glasgow (29-19). Pour la dernière journée, les Racingmen  reçoivent les Stormers du Cap à l'Arena. Il s'agit de la première opposition du Racing contre une équipe sud-africaine en Champions Cup. Porté par Nolann Le Garrec et le retour de ses cadres, le Racing s'impose 31 à 22 avec le bonus offensif, grâce notamment à des doublés de ses ailiers, Habosi et Spring. Ce match voit notamment le retour d'Owen Farrell, absent après avoir été opéré d'une pubalgie début novembre. Finissant la compétition avec neufs points, à égalité avec les Harlequins, qui les devancent néanmoins grâce à la différence de points. À la suite de la victoire des Sale Sharks face au RC Toulon lors du dernier match de la 4e journée, le Racing termine à la 5e place et est finalement éliminé et reversé en huitième de finale de Challenge Cup, où il sera opposé à l'USA Perpignan.
Avant que ne débute la trêve internationale pour le Tournoi des Six Nations, le Racing reçoit le Castres olympique à l'Arena, mais ne peut s'appuyer sur Le Garrec, déjà retenu avec les Bleus, et Gaël Fickou, toujours indisponible en raison de sa fracture. Mené rapidement dans le match, le Racing s'incline pour la troisième fois à domicile (20-27) et s'enfonce alors à une dangereuse 12e place au classement.[réf. nécessaire]
À la suite de ce bilan assez terne, témoignant que l'équipe semble montrer des difficultés à exister sans ses cadres tels que Le Garrec et Fickou, et ce depuis le précédent Tournoi des Six Nations, et récidive dans une indiscipline handicapante (25 cartons jaunes en 19 matchs), le Racing 92 annonce le 1er février 2025 le licenciement de son entraîneur en chef Stuart Lancaster, arrivé à l'été 2023, et son remplacement pour une mission de cinq mois par Patrice Collazo.

### Journées 16 à 20 de Top 14
Le premier match sous la direction de Patrice Collazo est une réception de la lanterne rouge vannetaise, concurrente pour le maintien, que joue désormais le Racing 92. Dans un aréna comble et pris d'assaut par les supporters bretons, le RC Vannes parvient à prendre les devants dans le match, et dans le sillage d'un Maxime Lafage en forme, concrétise ses occasions en faisant preuve d'un réalisme certain. Un temps passé en tête, les Franciliens sont décrochés mais parviennent finalement à obtenir un bonus défensif, tout en échouant à marquer l'essai de la victoire lors de la dernière action du match (25-30). Cette quatrième défaite à domicile, le septième match sans victoire en championnat, place le Racing à la place de barragiste, de laquelle se rapprochait leur bourreau du jour breton, dernier.
Face au Stade rochelais la semaine suivante, toujours en période de doublon en raison du Tournoi des Six Nations, le Racing aligne une équipe relativement rajeunie, avec les débuts notamment des joueurs du centre de formation Shingirai Manyarara et Nolann Donguy, mais aussi le retour de Gaël Fickou sur le banc, après un mois et demi de blessure. Déjouant les pronostics, le Racing 92 s'impose 26 à 21 face à une équipe rochelaise également dans une période délicate, ce qui lui permet de remonter à la 11e place. Cependant, les Franciliens retombent à la 12e place du classement lors de la 18e journée de championnat à la suite d'une défaite à domicile face à la Section paloise. Les ciels-et-blancs avaient pourtant montré un visage assez convaincant, dans la lignée du match face à La Rochelle, mais se sont effondrés à partir de la 45e minute, où ils menaient encore 17 à 13 avant d'encaisser 34 points en 30 minutes pour finalement s'incliner 29 à 47.
Le Racing 92 redresse la tête lors des deux journées suivantes, en parvenant notamment à s'imposer à Clermont 23 à 21, signant une quatrième victoire à l'extérieur en championnat, grâce notamment à un Dan Lancaster particulièrement juste dans ses choix et une pénalité en toute fin de match d'Antoine Gibert. La semaine suivante, le Racing s'impose à domicile pour la première fois en Top 14 depuis le 26 octobre et le match de la 8e journée contre Perpignan, mettant ainsi fin à une disette de cinq matchs sans victoires à domicile. Dans ce match, les Franciliens se défont des Bordelais (36-31) ayant accumulés trop d'erreurs, en touche notamment, et parviennent ainsi à remonter à la 11e place du classement, creusant l'écart avec le dernier relégué.

### Journées 21 à 26 de Top 14 et phases finales de Challenge Cup
Avec le retour des compétitions européennes, le Racing 92 confirme sa bonne forme, en signant un succès plein de réalisme à Perpignan (18-24) pour les huitièmes de finale de Challenge Cup, compétition dans laquelle ils ont été reversé après leur 5e place en phase de poule de Champions Cup. Lors des quarts de finale, les ciels-et-blancs réussissent à renverser le Connacht à l'extérieur, bien qu'ils ont joué presque l'entièreté du match à 14 contre 15 après un carton rouge de Wame Naituvi pour un contact tête contre tête. Mené 21 à 5 au moment de l'expulsion de leur ailier, les Franciliens parviennent à revenir dans le match et s'imposent finalement 43 à 40 grâce à la puissance de leurs avants, bien dirigés par un Nolann Le Garrec auteur d'un doublé.
Pour la reprise du championnat, le Racing retrouve l'USA Perpignan, dans ce même stade d'Aimé-Giral, où ils sont cette fois défaits 28 à 24, empochant néanmoins un point de bonus défensif, après une belle prestation du buteur catalan Tommaso Allan, auteur de 23 points. La semaine suivante, en clôture de la 22e journée de Top 14, le Racing l'emporte largement face au rival du Stade français 49 à 24, ramenant son premier bonus offensif de la saison. Grâce à cette belle prestation, guidé par un Josua Tuisova des grands soirs, les racingmen remontent à la 10e place du classement tout en enfonçant un peu plus le voisin parisien, en grand danger pour la fin de la saison.
Une semaine après, alors que se disputent les demies-finales des compétitions européennes, le Racing affronte le LOU à Lyon ppur une place en finale de Challenge Cup. Suite au forfait tardif de Romain Taofifénua, le Racing aligne un banc original en 4 avants et 4 trois-quarts, même si certains arrières, comme Vinaya Habosi ou Josua Tuisova, peuvent dépanner en troisième ligne. Finalement, le Racing, après s'être accroché pendant la première mi-temps, échoue à renverser les Lyonnais qui filent donc en finale, où ils seront défaits par Bath la semaine suivante.
Lors de la 23e journée de Top 14, le Racing, qui recevait l'Aviron bayonnais, tremble une nouvelle fois à domicile et arrache le match-nul (24-24) sur une pénalité de Nolann Le Garrec à la 79e, redescendant à la 11e place du classement. La semaine suivante, le Racing se reprend en réalisant la performance d'aller s'imposer à Toulouse, sur le score de 37 à 35, emmenés par ses leaders en grande forme, notamment Gaël Fickou et Nolann Le Garrec, tous deux auteurs d'un essai. Cette victoire permet aux Franciliens de reprendre une place au classement, mais surtout d'assurer définitivement son maintien dans l'élite du rugby français, confirmant la bonne trajectoire prise depuis l'arrivée de Patrice Collazo. Néanmoins, le Racing retombe dans ses travers à domicile lors du match suivant, en ne parvenant pas à se défaire de Montpellier, pourtant réduit à 14 dès la 36e minute. En s'inclinant 25-27, le Racing dit alors adieu aux phases finales pour la première fois depuis se remontée en Top 14 en 2009-2010, ne pouvant plus atteindre les six premières places qualificatives.
Le Racing s'offre néanmoins un dernier baroud d'honneur lors du dernier match de la phase régulière, en s'imposant à Lyon 47 à 34. Pourtant mené 19-0 dans la première demi-heure, le racing revint dans le match grâce notamment à des doublés de Kléo Labarbe et Henry Arundell, et conclu le match sur une pénalité tiré par le vétéran Henry Chavancy qui disputait alors le dernier de ses 418 matchs sous les couleurs ciels-et-blanches après 26 saisons dans les Hauts-de-Seine.

## Feuilles de match

### Matchs amicaux
| 22 août 2024 19 h 30 | CA Brive | 35 - 19 (21 - 14) | Racing 92 | Stade Christian-Goumondie, Sarlat-la-Canéda 3 500 spectateurs |
| 22 août 2024 19 h 30 | Essai(s) : 5 Rokoduru (6e), Dridri (36e), Chauvac (40e+9), Coria Marchetti (63e), Algay (75e) Transformation(s) : 5 Bosch (7e, 37e, 40e+10), Raffy (63e, 77e) |                   | Essai(s) : 3 Taofifénua (4e), Baudonne (21e), Palu (80e) Transformation(s) : 2 Lancaster (5e, 22e) Carton(s) jaune(s) : 1 Julien (40e) | Stade Christian-Goumondie, Sarlat-la-Canéda 3 500 spectateurs |
| 22 août 2024 19 h 30 | |                   | | Stade Christian-Goumondie, Sarlat-la-Canéda 3 500 spectateurs |

| 30 août 2024 | Lyon OU                                                                                      | 26 - 36 (0 - 19) | Racing 92                                                                                                 | Stade Marcel-Verchère, Bourg-en-Bresse 7 000 spectateurs |
| 30 août 2024 | Essai(s) : 4 Gonzalez, Couilloud, Berdeu, Saginadze Transformation(s) : 3 Méliande, Berdeu 2 |                  | Essai(s) : 5 Tuisova, Kpoku, Fickou, Laclayat, de pénalité Transformation(s) : 3 Lancaster 2, de pénalité | Stade Marcel-Verchère, Bourg-en-Bresse 7 000 spectateurs |
| 30 août 2024 |                                                                                              |                  | | Stade Marcel-Verchère, Bourg-en-Bresse 7 000 spectateurs |

### Compétitions de l'EPCR

#### Phase de poule de Champions Cup
Le Racing est placé dans la poule 4 de la Champions Cup 2024-2025 lors du tirage ayant eu lieu le 2 juillet 2024, se retrouvant ainsi confrontés aux Anglais des Harlequins et des Sale Sharks, aux Écossais des Glasgow Warriors et aux Sud-Africains des Stormers.
| J1 Samedi 7 décembre 2024 21 h | Racing 92 | 23 - 12 (12 - 5) | Harlequins | Stade Dominique-Duvauchelle, Créteil 5 497 spectateurs Arbitre : Chris Busby (en) |
| J1 Samedi 7 décembre 2024 21 h | Essai(s) : 3 Le Garrec (16e), Naituvi (40e), Spring (62e) Transformation(s) : 1 Le Garrec (16e) Pénalité(s) : 2 Le Garrec (60e, 67e) Carton(s) jaune(s) : 2 Tuisova (79e), Diallo (80e) |                  | Essai(s) : 2 Dombrandt (10e), Porter (44e) Transformation(s) : 1 Smith (44e) Carton(s) jaune(s) : 1 Anyanwu (52e) | Stade Dominique-Duvauchelle, Créteil 5 497 spectateurs Arbitre : Chris Busby (en) |
| J1 Samedi 7 décembre 2024 21 h | |                  | | Stade Dominique-Duvauchelle, Créteil 5 497 spectateurs Arbitre : Chris Busby (en) |

| J2 Vendredi 13 décembre 2024 21 h | Sale Sharks | (bo) 29 - 7 (12 - 7) | Racing 92 | AJ Bell Stadium, Eccles 6 072 spectateurs Arbitre : Craig Evans (en) |
| J2 Vendredi 13 décembre 2024 21 h | Essai(s) : 4 J-L.du Preez (19e), Roebuck (34e), Carpenter (51e), Curry (60e) Transformation(s) : 3 R.du Preez (34e, 51e, 60e) Pénalité(s) : 1 R.du Preez (67e) |                      | Essai(s) : 1 Gogichashvili (40e) Transformation(s) : 1 Le Garrec (40e) Carton(s) jaune(s) : 1 Baudonne (60e) | AJ Bell Stadium, Eccles 6 072 spectateurs Arbitre : Craig Evans (en) |
| J2 Vendredi 13 décembre 2024 21 h | |                      | | AJ Bell Stadium, Eccles 6 072 spectateurs Arbitre : Craig Evans (en) |

| J3 Vendredi 10 janvier 2025 21 h | Glasgow Warriors | (bo) 29 - 19 (22 - 7) | Racing 92                                                                                       | Scotstoun Stadium, Glasgow 7 216 spectateurs Arbitre : Karl Dickson |
| J3 Vendredi 10 janvier 2025 21 h | Essai(s) : 5 Horne (3e), Dobie (18e), Cancelliere (23e), Tuipulotu (40e), Darge (59e) Transformation(s) : 2 Horne (3e), Jordan (59e) Carton(s) jaune(s) : 1 M.Fagerson (70e) |                       | Essai(s) : 3 Habosi (34e), Mazibuko (72e), Tedder (76e) Transformation(s) : 2 Tedder (34e, 72e) | Scotstoun Stadium, Glasgow 7 216 spectateurs Arbitre : Karl Dickson |
| J3 Vendredi 10 janvier 2025 21 h | |                       |                                                                                                 | Scotstoun Stadium, Glasgow 7 216 spectateurs Arbitre : Karl Dickson |

| J4 Samedi 18 janvier 2025 21 h | Racing 92 | (bo) 31 - 22 (19 - 10) | Stormers | Paris La Défense Arena, Nanterre 9 812 spectateurs Arbitre : Anthony Woodthorpe |
| J4 Samedi 18 janvier 2025 21 h | Essai(s) : 5 Habosi (14e), 37e, Spring (18e, 56e), Palu (77e) Transformation(s) : 3 Le Garrec (14e, 37e, 77e) Carton(s) jaune(s) : 1 Diallo (40e) |                        | Essai(s) : 3 Venter (23e), Jantjies (59e), Theunissen (en) (65e) Transformation(s) : 2 Matthee (en) (23e, 59e) Pénalité(s) : 1 Matthee (8e) | Paris La Défense Arena, Nanterre 9 812 spectateurs Arbitre : Anthony Woodthorpe |
| J4 Samedi 18 janvier 2025 21 h | |                        | | Paris La Défense Arena, Nanterre 9 812 spectateurs Arbitre : Anthony Woodthorpe |

#### Phase finale de Challenge Cup
| Huitième de finale Samedi 5 avril 2025 21 h | USA Perpignan | 18 - 24 (11 - 10) | Racing 92 | Stade Aimé-Giral, Perpignan 9 816 spectateurs Arbitre : Gianluca Gnecchi |
| Huitième de finale Samedi 5 avril 2025 21 h | Essai(s) : 2 Allan (36e), Veredamu (54e) Transformation(s) : 1 Allan (36e) Pénalité(s) : 2 Allan (14e, 18e) Carton(s) jaune(s) : 1 Naqalevu (36e) |                   | Essai(s) : 3 Bamba (24e), Joseph (42e), Naituvi (66e) Transformation(s) : 3 Farrell (24e, 42e), Le Garrec (66e) Pénalité(s) : 1 Farrell (9e) | Stade Aimé-Giral, Perpignan 9 816 spectateurs Arbitre : Gianluca Gnecchi |
| Huitième de finale Samedi 5 avril 2025 21 h | |                   | | Stade Aimé-Giral, Perpignan 9 816 spectateurs Arbitre : Gianluca Gnecchi |

| Quart de finale Samedi 12 avril 2025 21 h | Connacht | 40 - 43 (28 - 24) | Racing 92 | Dexcom Stadium, Galway 6 217 spectateurs Arbitre : Christophe Ridley |
| Quart de finale Samedi 12 avril 2025 21 h | Essai(s) : 6 Aki (3e), Prendergast (9e, 30e), de pénalité (13e), B.Murphy (73e), Forde (79e) Transformation(s) : 5 Hanrahan (3e, 9e, 30e, 79e), de pénalité (13e) |                   | Essai(s) : 5 Naituvi (6e), Escobar (19e), Le Garrec (25e, 50e), Tuisova (34e) Transformation(s) : 3 Lancaster (25e, 34e), Le Garrec (50e) Pénalité(s) : 3 Lancaster (43e), Le Garrec (57e, 64e) Drop(s) : 1 Farrell (54e) Carton(s) jaune(s) : 1 Farrell (77e) Carton(s) rouge(s) : 1 Naituvi (13e) | Dexcom Stadium, Galway 6 217 spectateurs Arbitre : Christophe Ridley |
| Quart de finale Samedi 12 avril 2025 21 h | |                   | | Dexcom Stadium, Galway 6 217 spectateurs Arbitre : Christophe Ridley |

| Demi-finale Samedi 2 mai 2025 13 h 30 | Lyon OU | - (-) | Racing 92 | Stade Gerland, Lyon Arbitre : Karl Dickson |
| Demi-finale Samedi 2 mai 2025 13 h 30 |         |       |           | Stade Gerland, Lyon Arbitre : Karl Dickson |
| Demi-finale Samedi 2 mai 2025 13 h 30 |         |       |           | Stade Gerland, Lyon Arbitre : Karl Dickson |

## Capitanat
Au début de saison, l'entraîneur Stuart Lancaster confie le brassard de capitaine au deuxième ligne gallois Will Rowlands pour les deux premiers matchs de la saison, avant de reconfier ce rôle au centre international français Gaël Fickou, qui le partageait déjà l'an dernier avec Henry Chavancy. En absence de Fickou durant les périodes de matchs internationaux, l'entraîneur anglais confie la charge de guider les ciels et blancs au troisième ligne Ibrahim Diallo, qui occupe ce rôle également lorsque le centre se blessa face au Lyon OU le 29 décembre. Le deuxième ou troisième ligne Cameron Woki occupe également cette fonction lors d'un match de Champions Cup face aux Sale Sharks.
Lors des phases finales de Challenge Cup, le capitanat est exercé par le jeune Noa Zinzen lors du huitième de finale contre l'USA Perpignan, et par l'ailier Max Spring lors du quart de finale au Connacht.

## Affaires extra-sportives

### Vinaya Habosi
Le 15 septembre 2024, Le Parisien  dévoile que l'ailier fidjien du Racing 92 Vinaya Habosi est placé en garde à vue, à la suite de violences conjugales, commises en état d'ébriété à l'égard de sa compagne. Dans un premier temps, le Racing 92 prends note de l'information et s'abstient de tout commentaire dans un communiqué du 16 septembre 2024. Le joueur est mis à pied et éloigné du groupe durant deux semaines, avant d'être de nouveau titularisée contre le RC Vannes le 5 octobre. Sa compagne ne porte néanmoins pas plainte contre le joueur, qui se voit imposer la participation à un stage contre les violences conjugales par le parquet de Nanterre après sa garde à vue.

### Camille Chat et Janick Tarrit
Après un dîner de Noël entre joueurs le dimanche 15 décembre, le talonneur Camille Chat se présente le lundi à l'entraînement en étant alcoolisé, et un autre talonneur du groupe, Janick Tarrit, ne se présente pas du tout à l'entraînement. La direction du club décide alors la mise à pied des deux joueurs avant de statuer quant à la sanction qui devra leur être attribuée. Trois semaines plus tard, le Racing 92 et Camille Chat rompent le contrat qui les lie d'un commun accord, tandis que Janick Tarrit est réintégré au groupe et est titulaire pour le match contre le RC Toulon. Cette rupture de contrat avec l'international français, présent au club depuis plus de douze saisons, est la conséquence de cette faute commise en décembre, qui vient s'ajouter à une autre affaire disciplinaire, remontant à mai 2023, où le talonneur avait frappé son coéquipier Vinaya Habosi, l'empêchant de finir la saison, lors d'un stage de préparation des phases finales à Valence.

## Stade et affluence à domicile
L'antre du Racing 92, la Paris La Défense Arena, utilisée pour les épreuves de natation lors des Jeux olympiques 2024 de Paris est indisponible pour les trois premiers matches à domicile de Top 14 du fait du démontage de la piscine olympique. Le Racing reçoit donc ses matchs dans le stade Dominique-Duvauchelle de Créteil, résidence de l'équipe de football de l'US Créteil-Lusitanos, évoluant en National 2, ayant une capacité de 12 050 spectateurs.
L'Arena étant indisponible en raison d'un concert du chanteur Tayc, puis d'un gala de boxe, les Racingmen doivent retourner à Créteil pour disputer deux autres matchs. Les ciels et blancs ne déposent définitivement leurs valises à l'Arena qu'à partir de la réception du Lyon OU, le 29 décembre 2024.

## Statistiques

### Championnat de France

#### Points
| Rang | Joueur            | Poste            | Points | Essais | Transf. | Pén. | Drops |
| ---- | ----------------- | ---------------- | ------ | ------ | ------- | ---- | ----- |
| 1    | Nolann Le Garrec  | Demi de mêlée    | 230    | 11     | 32      | 37   | -     |
| 2    | Dan Lancaster     | Demi d'ouverture | 50     | 1      | 9       | 9    | -     |
| 3    | Tristan Tedder    | Demi d'ouverture | 48     | 2      | 4       | 10   | -     |
| 4    | Feleti Kaitu'u    | Talonneur        | 35     | 7      | -       | -    | -     |
| 5    | Owen Farrell      | Demi d'ouverture | 29     | 1      | 9       | 2    | -     |
| 6    | Gaël Fickou       | Centre           | 27     | 5      | 1       | -    | -     |
| 7    | Cameron Woki      | Deuxième ligne   | 25     | 5      | -       | -    | -     |
| 8    | Henry Arundell    | Ailier           | 25     | 5      | -       | -    | -     |
| 9    | Antoine Gibert    | Demi d'ouverture | 20     | -      | 7       | 1    | 1     |
| -    | Janick Tarrit     | Talonneur        | 20     | 4      | -       | -    | -     |
| -    | Romain Taofifénua | Deuxième ligne   | 20     | 4      | -       | -    | -     |
| -    | Maxime Baudonne   | Troisième ligne  | 20     | 4      | -       | -    | -     |
| 13   | Henry Chavancy    | Centre           | 18     | 3      | -       | 1    | -     |

#### Essais
| Rang | Joueur              | Poste            | Essais |
| ---- | ------------------- | ---------------- | ------ |
| 1    | Nolann Le Garrec    | Demi de mêlée    | 11     |
| 2    | Feleti Kaitu'u      | Talonneur        | 7      |
| 3    | Cameron Woki        | Deuxième ligne   | 5      |
| -    | Gaël Fickou         | Centre           | 5      |
| -    | Henry Arundell      | Ailier           | 5      |
| 6    | Janick Tarrit       | Talonneur        | 4      |
| -    | Romain Taofifénua   | Deuxième ligne   | 4      |
| -    | Maxime Baudonne     | Troisième ligne  | 4      |
| 9    | Vinaya Habosi       | Ailier           | 3      |
| -    | Henry Chavancy      | Centre           | 3      |
| -    | Sam James           | Centre           | 3      |
| -    | Josua Tuisova       | Centre           | 3      |
| 13   | Clovis Le Bail      | Demi de mêlée    | 2      |
| -    | Guram Gogichashvili | Pilier           | 2      |
| -    | Hacjivah Dayimani   | Troisième ligne  | 2      |
| -    | Tristan Tedder      | Arrière          | 2      |
| -    | Jordan Joseph       | Troisième ligne  | 2      |
| -    | Ibrahim Diallo      | Troisième ligne  | 2      |
| -    | Max Spring          | Arrière          | 2      |
| -    | Wame Naituvi        | Ailier           | 2      |
| -    | Kléo Labarbe        | Demi de mêlée    | 2      |
| 22   | Thomas Laclayat     | Pilier           | 1      |
| -    | Donovan Taofifénua  | Ailier           | 1      |
| -    | Owen Farrell        | Demi d'ouverture | 1      |
| -    | Dan Lancaster       | Demi d'ouverture | 1      |
| -    | Boris Palu          | Deuxième ligne   | 1      |
| -    | Shingirai Manyarara | Troisième ligne  | 1      |

### Champions Cup

#### Points
| Rang | Joueur              | Poste          | Points | Essais | Transf. | Pén. | Drops |
| ---- | ------------------- | -------------- | ------ | ------ | ------- | ---- | ----- |
| 1    | Nolann Le Garrec    | Demi de mêlée  | 21     | 1      | 5       | 2    | -     |
| 2    | Max Spring          | Arrière        | 15     | 3      | -       | -    | -     |
| -    | Vinaya Habosi       | Ailier         | 15     | 3      | -       | -    | -     |
| 4    | Tristan Tedder      | Arrière        | 9      | 1      | 2       | -    | -     |
| 5    | Wame Naituvi        | Ailier         | 5      | 1      | -       | -    | -     |
| -    | Guram Gogichashvili | Pilier         | 5      | 1      | -       | -    | -     |
| -    | Lee-Marvin Mazibuko | Pilier         | 5      | 1      | -       | -    | -     |
| -    | Boris Palu          | Deuxième ligne | 5      | 1      | -       | -    | -     |

#### Essais
| Rang | Joueur              | Poste          | Essais |
| ---- | ------------------- | -------------- | ------ |
| 1    | Vinaya Habosi       | Ailier         | 3      |
| -    | Max Spring          | Arrière        | 3      |
| 3    | Nolann Le Garrec    | Demi de mêlée  | 1      |
| -    | Guram Gogichashvili | Pilier         | 1      |
| -    | Lee-Marvin Mazibuko | Pilier         | 1      |
| -    | Wame Naituvi        | Ailier         | 1      |
| -    | Tristan Tedder      | Arrière        | 1      |
| -    | Boris Palu          | Deuxième ligne | 1      |

### Challenge Cup

#### Points
| Rang | Joueur           | Poste            | Points | Essais | Transf. | Pén. | Drops |
| ---- | ---------------- | ---------------- | ------ | ------ | ------- | ---- | ----- |
| 1    | Nolann Le Garrec | Demi de mêlée    | 20     | 2      | 2       | 2    | -     |
| 2    | Wame Naituvi     | Ailier           | 10     | 2      | -       | -    | -     |
| -    | Owen Farrell     | Demi d'ouverture | 10     | -      | 2       | 1    | 1     |
| -    | Diego Escobar    | Talonneur        | 10     | 2      | -       | -    | -     |
| 5    | Dan Lancaster    | Demi d'ouverture | 7      | -      | 2       | 1    | -     |
| 6    | Tristan Tedder   | Arrière          | 5      | -      | 1       | 1    | -     |

#### Essais
| Rang | Joueur           | Poste           | Essais |
| ---- | ---------------- | --------------- | ------ |
| 1    | Wame Naituvi     | Ailier          | 2      |
| -    | Nolann Le Garrec | Demi de mêlée   | 2      |
| -    | Diego Escobar    | Talonneur       | 2      |
| 4    | Josua Tuisova    | Centre          | 1      |
| -    | Demba Bamba      | Pilier          | 1      |
| -    | Jordan Joseph    | Troisième ligne | 1      |
| -    | Kléo Labarbe     | Demi de mêlée   | 1      |

### Total

#### Points
| Rang | Joueur           | Poste            | Points | Essais | Transf. | Pén. | Drops |
| ---- | ---------------- | ---------------- | ------ | ------ | ------- | ---- | ----- |
| 1    | Nolann Le Garrec | Demi de mêlée    | 271    | 14     | 39      | 41   | -     |
| 2    | Tristan Tedder   | Arrière          | 62     | 3      | 7       | 11   | -     |
| 3    | Dan Lancaster    | Demi d'ouverture | 57     | 1      | 11      | 10   | -     |
| 4    | Owen Farrell     | Demi d'ouverture | 39     | 1      | 11      | 3    | 1     |
| 5    | Feleti Kaitu'u   | Talonneur        | 35     | 7      | -       | -    | -     |

#### Essais
| Rang | Joueur           | Poste          | Essais |
| ---- | ---------------- | -------------- | ------ |
| 1    | Nolann Le Garrec | Demi de mêlée  | 14     |
| 2    | Feleti Kaitu'u   | Talonneur      | 7      |
| 3    | Vinaya Habosi    | Ailier         | 6      |
| 4    | Cameron Woki     | Deuxième ligne | 5      |
| -    | Gaël Fickou      | Centre         | 5      |
| -    | Max Spring       | Arrière        | 5      |
| -    | Henry Arundell   | Ailier         | 5      |
| -    | Wame Naituvi     | Ailier         | 5      |

## Fin de saison

### Joueurs quittant le club
Le demi de mêlée international du Racing 92, Nolann Le Garrec, annonce son départ pour le Stade rochelais dès l'été 2024.
En novembre 2024, Tristan Tedder est annoncé de retour à l'USA Perpignan à partir de la saison 2025-2026. Déjà annoncé à Bath Rugby le 19 décembre pour la saison 2025-2026, l'arrivée de l'ailier anglais Henry Arundell est officialisé dans le club britannique le 6 février 2025.
À la suite de la rupture conventionnelle de son contrat début janvier, Camille Chat retrouve rapidement un nouveau club, et rejoint officiellement le Lyon OU le 12 janvier 2025.
| Joueur           | Poste            | Nationalité sportive | Nature                  | Destination           |
| ---------------- | ---------------- | -------------------- | ----------------------- | --------------------- |
| Camille Chat     | Talonneur        | France               | Rupture conventionnelle | Lyon OU               |
| Tristan Tedder   | Arrière          | Afrique du Sud       | Transfert               | USA Perpignan         |
| Nolann Le Garrec | Demi de mêlée    | France               | Transfert               | Stade rochelais       |
| Henry Arundell   | Arrière          | Angleterre           | Transfert               | Bath Rugby            |
| Thomas Laclayat  | Pilier           | France               | Transfert               | Section paloise       |
| Clovis Le Bail   | Demi de mêlée    | France               | Transfert               | RC Toulon             |
| Owen Farrell     | Demi d'ouverture | Angleterre           | Transfert               | Saracens              |
| Boris Palu       | Deuxième ligne   | France               | Transfert               | Union Bordeaux Bègles |
| Dan Lancaster    | Demi d'ouverture | Angleterre           | Transfert               | Glasgow Warriors      |

## Sélections internationales
Pour les test matchs de novembre, trois Racingmen sont appelés pour disputer les rencontres du XV de France, Romain Taofifénua, Nolann Le Garrec et Gaël Fickou. Si les deux premiers sont indisponibles pour le premier match, le centre Fickou est sur la feuille de match en tant que remplaçant pour le premier match des Bleus face au Japon, Émilien Gailleton lui ayant été préféré.[réf. nécessaire] Pour le second match, face à la Nouvelle-Zélande, il retrouve sa place de titulaire et les deux autres Franciliens prennent place sur le banc, entrant à la 49e pour Taofifénua et à la 66e minute pour Le Garrec. Néanmoins, le deuxième ligne doit ressortir à la 56e minute sur protocole commotion, et ne revient pas sur le terrain et est laissé au repos pour le dernier match de la tournée. Lors de ce dernier match, face à l'Argentine, Fickou est une nouvelle fois titulaire et Le Garrec prend encore une fois place sur la banc.
De leurs côtés le Gallois Will Rowlands joue les trois tests du pays de Galles, le centre fidjien Josua Tuisova en dispute deux, inscrivant un essai, et le talonneur chilien Diego Escobar dispute trois matchs, inscrivant un essai.[réf. nécessaire]
Pour le Tournoi des Six Nations, Gaël Fickou étant blessé et forfait pour les deux premiers matchs, seuls Le Garrec et Romain Taofifénua sont d'abord appelés, le second étant finalement forfait à la suite d'une blessure au genou. Will Rowlands est également appelé de son côté. Le troisième ligne Maxime Baudonne fait également un bref passage à Marcoussis, appelé pour la semaine de préparation du pays de Galles. Seul Nolann Le Garrec prend part aux deux premiers match des Bleus. La liste de Fabien Galthié pour préparer le match face à l'Italie acte néanmoins les retours de Taofifénua et Fickou.
| Joueur            | Poste          | Pays           | Compétitions      | Compétitions | Compétitions | Sélections (points) |
| Joueur            | Poste          | Pays           | Championship 2025 | Test matchs  | Tournoi 2025 | Sélections (points) |
| ----------------- | -------------- | -------------- | ----------------- | ------------ | ------------ | ------------------- |
| Diego Escobar     | Talonneur      | Chili          | Non               | Oui          | Non          | 3 (5)               |
| Josua Tuisova     | Centre         | Fidji          | Non               | Oui          | Non          | 2 (5)               |
| Gaël Fickou       | Centre         | France         | Non               | Oui          | Oui          | 4 (0)               |
| Nolann Le Garrec  | Demi de mêlée  | France         | Non               | Oui          | Oui          | 5 (0)               |
| Romain Taofifénua | Deuxième ligne | France         | Non               | Oui          | Oui          | 2 (0)               |
| Will Rowlands     | Deuxième ligne | Pays de Galles | Non               | Oui          | Oui          | 8 (0)               |